# Dobra (Police)
Dobra (in tedesco Daber) è un comune rurale polacco del distretto di Police, nel voivodato della Pomerania Occidentale.
Ricopre una superficie di 110,27 km² e nel 2005 contava 11 707 abitanti.